# Quthbullapur
Quthbullapur è una suddivisione dell'India, classificata come municipality, di 225.816 abitanti, situata nel distretto di Rangareddy, nello stato federato del Telangana. In base al numero di abitanti la città rientra nella classe I (da 100.000 persone in su).

## Società

### Evoluzione demografica
Al censimento del 2001 la popolazione di Quthbullapur assommava a 225.816 persone, delle quali 118.463 maschi e 107.353 femmine. I bambini di età inferiore o uguale ai sei anni assommavano a 31.651, dei quali 16.205 maschi e 15.446 femmine. Infine, coloro che erano in grado di saper almeno leggere e scrivere erano 151.426, dei quali 86.523 maschi e 64.903 femmine.